# 24156 Hamsasridhar
24156 Hamsasridhar è un asteroide della fascia principale. Scoperto nel 1999, presenta un'orbita caratterizzata da un semiasse maggiore pari a 2,3910542 UA e da un'eccentricità di 0,1473807, inclinata di 3,84429° rispetto all'eclittica.